# Orden ministerial
Una orden ministerial es una norma de rango reglamentario que emana de cualquiera de los ministros del Gobierno de España.
Jerárquicamente, se sitúa por debajo del real decreto del presidente del Gobierno y del real decreto del Consejo de Ministros.
No solo las dictan los ministros en los asuntos propios de su departamento, sino que también revestirán la forma de orden ministerial los acuerdos de las Comisiones Delegadas del Gobierno.
- Datos: Q2864342